# Ośrodek Zapasowy 8 Dywizji Piechoty
Ośrodek Zapasowy 8 Dywizji Piechoty (OZ 8 DP) – oddział piechoty Wojska Polskiego, nie istniejący w czasie pokoju.

## Formowanie i organizacja
Ośrodek Zapasowy 8 Dywizji Piechoty nie istniał w organizacji pokojowej Wojska Polskiego. Był Jednostką mobilizowaną zgodnie z planem mobilizacyjnym „W”, w II rzucie mobilizacji powszechnej. Jednostką mobilizującą Ośrodek Zapasowy 8 Dywizji Piechoty był 32 pułk piechoty. Ośrodek miał być formowany według organizacji wojennej L.3010/mob.org., ukompletowany zgodnie z zestawieniem specjalności oraz uzbrojony i wyposażony zgodnie z wojennymi należnościami materiałowymi. Miał być zmobilizowany w czasie X+2. W skład ośrodka zapasowego ramowo wchodziło:
- dowództwo ośrodka zapasowego,
- kompania gospodarcza ośrodka zapasowego,
- kompania podchorążych rezerwy ośrodka zapasowego,
- trzy bataliony ośrodka zapasowego po trzy kompanie strzeleckie i jednej kompanii ckm,
- pluton przeciwpancerny ośrodka zapasowego,
- pluton pionierów ośrodka zapasowego,
- pluton łączności ośrodka zapasowego,
- pluton zwiadowców ośrodka zapasowego[3].

Po zmobilizowaniu wszystkich jednostek przewidzianych planem "W" w ramach mobilizacji alarmowej i I rzutu powszechnej w koszarach 32 pp w Modlinie i Działdowie, 13 pułku piechoty w Pułtusku oraz w 21 pułku piechoty w Warszawie pozostała nadwyżka rezerwistów. Nadwyżki te sformowano w Oddziały Zbierania Nadwyżek poszczególnych pułków piechoty. Ze względu na zagrożenie Warszawy i nagłą potrzebę formowania nowych pododdziałów i oddziałów piechoty w garnizonie Warszawy, OZN 21 pp pozostał w Warszawie i nie dołączył do OZ 8 DP. Dowództwo nad OZN 32 pp i przybyłych do Modlina z Działdowa pozostałości mobilizacyjnych III batalionu, które przyprowadził ich dowódca kpt. Jan Grizani, objął mjr Włodzimierz Chrzanowski. Do Modlina z Pułtuska przybyły nadwyżki mobilizacyjne w składzie OZN 13 pp. Mobilizację Ośrodka Zapasowego 8 DP znacznie przyspieszono, podjęto z zasobów i magazynów wyposażenie, umundurowanie i przystąpiono do organizacji Ośrodka. Przybywali do OZ również bezpośrednio zmobilizowani rezerwiści, konie i wozy konne. Dowództwo nad Ośrodkiem przejął ppłk Konrad Szramka, jego I zastępcą został ppłk Marian Markiewicz, II zastępcą ppłk Ignacy Gayda. Z nadwyżek żołnierzy i sprzętu umundurowania oraz broni przystąpiono do organizacji i formowania batalionów piechoty, które dla celów maskowania nazwano batalionami 32 pp. Do 31 sierpnia sformowano z żołnierzy głównie: z OZN 32 pp bataliony IV z nadwyżek III batalionu w Działdowie i V 32 pp, z OZN 13 pp VI i VII bataliony 32 pp. Bataliony te natychmiast po sformowaniu weszły w skład załogi Obszaru Warownego „Modlin” i obsadziły umocnienia przedmościa modlińskiego organizowanego i dowodzonego przez płk Wacława Młodzianowskiego. 2 września zmobilizowane bataliony OZ 8 DP osiągnęły gotowość organizacyjną, trwało w dalszym ciągu ich wyposażanie i dozbrajanie z zasobów Ośrodka, magazynów Modlina i Nowego Dworu oraz później pozyskanej ze Składnicy Amunicji w Palmirach. Umundurowanie żołnierzy było sukienne, ale również drelichowe, bez płaszczy i kocy. Broń zespołowa, to wyeksploatowane ckm Maxim wz. 1908, brakowało łopatek, hełmów. Poza sformowanymi batalionami w pozostałościach OZ 8 DP pozostały kompanie marszowe umundurowanych tylko żołnierzy, którymi uzupełniono 13 pp i 32 pp po ich dotarciu do Modlina, w dniach 6-8 września i później w zależności od potrzeb również dywizje przybyłe z Armii „Łódź”. 14 września na pododcinek „Nowy Dwór” jako dowódca sektora obrony odszedł ppłk Konrad Szramka.

## Działania bojowe batalionów OZ 8 DP
1 września o godz. 5.00 został zbombardowany most kolejowo-drogowy na Narwi. 2 września bataliony marszowe osiągnęły gotowość bojową. Dowódca Obrony Modlina płk Wacław Młodzianowski posiadanymi oddziałami i pododdziałami rozpoczął 3 i 4 września obsadzać obiekty twierdzy Modlin. Odcinek „Zakroczym” od strony północnej obsadziło zgrupowanie ppłk. Mariana Markiewicza w I rzucie VI batalionem 32 pp/OZ, a w II rzucie obrony VII batalionem 32 pp/OZ (oba sformowane z OZN 13 pp) wsparte 13 i 14 plutonami artylerii pozycyjnej z armatami kal. 76,2 mm wz.1902. Na odcinek „Pomiechówek” zgrupowanie ppłk. Ignacego Gaydy w składzie V batalion 32 pp/OZ z działonem z 14 plutonu artylerii pozycyjnej, wspartego od 3 września po odwołaniu wymarszu do macierzystego 32 pp, III batalionem 32 pp. Odcinek „Twierdza” obsadził IV batalion 32 pp. W odwodzie pozostał batalion marszowy 56 pułku piechoty, który dotarł do twierdzy z Kadry Zapasowej Piechoty Konin. Od 8 września w rejon Modlina dotarła zbierająca się po częściowym rozproszeniu 8 Dywizja Piechoty. Utworzono dowództwo Obrony Twierdzy Modlin z gen. bryg. st. spocz. Stanisława Małachowskiego. Utworzono dwa nowe pododcinki: „Kazuń” bez obsady i „Nowy Dwór” obsadzony przez batalion marszowy 56 pp. Po wyjściu większości sił 8 DP do Puszczy Kampinoskiej i na linię Narwi, na przedpole odcinka „Zakroczym” 9 września dotarła niemiecka 32 DP. 10 września po południu doraźnie zmotoryzowany batalion niemieckiej 32 DP wykonał natarcie na Zakroczym, z kierunku Płońska, udało się przy wsparciu artylerii zdobyć częściowo Zakroczym. Kontratak VI i VII batalionów 32 pp pod dowództwem ppłk Mariana Markiewicza doprowadził do wyparcia niemieckiego batalionu. W walce tej poległo 6 żołnierzy, a zostało 38 rannych. 11 września przy silnym ostrzale artylerii, fortu nr I i Zakroczymia niemiecka piechota ponowiła natarcie na miasto. Pomimo tego, natarcie niemieckie zostało odparte, poległ między innymi por. Marian Mańkowski, dowodzenie VI/32 pp objął por. Stanisław Klimaszewski.12 września miało miejsce trzecie natarcie na odcinku „Zakroczym”, natarcie również odparto. Poległo w walce też kilku żołnierzy, wśród nich ppor. Stanisław Zalewski, a wśród rannych znalazł się por. Stanisław Klimaszewski. VI batalion objął w dowodzenie kpt. Karol Charkow.  
Po przybyciu w nocy 13/14 września z Puszczy Kampinoskiej 8 DP, a następnie Grupy Operacyjnej gen. bryg. Wiktora Thommée z Armii „Łódź” nastąpiła reorganizacja obrony. Odcinek „Zakroczym” przejęła 2 Dywizja Piechoty Legionów pod dowództwem płk Antoniego Staicha, któremu podporządkowano broniące swoich stanowisk bataliony VI i VII 32 pp. Bataliony te na swoich pozycjach pozostały do dnia kapitulacji Modlina. Odcinek „Twierdza” obsadziła 30 Dywizja Piechoty gen. bryg. Leopolda Cehaka, na tym odcinku pozostał również na swoich pozycjach IV batalion 32 pp. 30 DP 20 września  przeszła na pododcinek „Kazuń”, a IV/32 pp pozostał na odcinku „Twierdza” do kapitulacji twierdzy. Odcinek „Pomiechówek” obsadziła 28 Dywizja Piechoty gen. bryg. Władysława Bończy-Uzdowskiego, na tym odcinku w jej skład wszedł broniący swoich pozycji V batalion 32 pp. Odcinka „Kazuń-Nowy Dwór” broniła 8 DP. Stany dywizji, które przybyły do Modlina były bardzo niskie, z wyjątkiem 8 DP. Bataliony z OZ 8 DP stanowiły istotne wzmocnienie tych trzech dywizji. Na odcinku „Pomiechówek” pierwszą linię zajmował 36 pułk piechoty Legii Akademickiej wzmocniony plutonami i kompaniami V batalionu 32 pp. Główne siły V/32 pp broniły pododcinka od Kosewa do fortu nr II. Od rana 19 września na pododcinku w rejonie fortu nr III Pomiechówek, oddziały niemieckiej piechoty usiłowali przełamać obronę 36 pp LA, obronę fortu wspierał jeden z plutonów ckm V batalionu. Wszystkie ataki odparto. 20 września twierdza Modlin została całkowicie okrążona i odcięta od Warszawy i innych miejsc. Ppłk Ignacy Gayda 15 września objął dowództwo odtwarzanego 72 pułku piechoty, został ciężko ranny w trakcie walk 20 września w rejonie fortu nr III. Ppłk Marian Markiewicz, od 27 września przejął dowodzenie 13 pp po poległym dowódcy.    
Garnizon Modlina, w tym wszystkie bataliony OZ 8 DP występujące jako IV-VII bataliony 32 pp, podczas oblężenia były ostrzeliwane intensywnie przez niemiecką artylerię oraz bombardowane przez bombowce nurkujące. Bataliony ponosiły straty osobowe i sprzętowe. racje żywnościowe były głodowe, ranni nie mieli wystarczającej opieki medycznej, brakowało leków i środków opatrunkowych. W dniach 25-27 września na odcinku „Pomiechówek” niemiecka piechota wsparta artylerią i lotnictwem prowadziła natarcie na linie i obiekty obrońców, w tym na stanowiska V batalionu 32 pp. Szczególnie ciężkie walki prowadzono o fort nr III i jego pobliżu, w walkach uczestniczył pluton ckm z V batalionu. V/32 pp na swoich stanowiskach obronnych wytrwał do dnia kapitulacji twierdzy. W trakcie prowadzonych rozmów kapitulacyjnych 28 września oddziały Dywizji Pancernej „Kempf” prowadziły silne natarcie na odcinek „Zakroczym”. Przy silnym ostrzale artylerii niemieckiej oddziały piechoty wykonały gwałtowny atak na stanowiska VI i VII batalionów 32 pp. Po zaciekłych walkach oddziały niemieckie zdobyły Zakroczym.
Od rana 29 września w Modlinie rozpoczęto przekazywać pododdziałom rozkaz o kapitulacji twierdzy i zaprzestaniu walk. Ze względu na brak dostatecznej łączności rozkazy dotarły z opóźnieniem, na pododcinek „Nowy Dwór” o godz. 8.00, na odcinek „Zakroczym” ok. godz. 9.00, na odcinku „Pomiechówek” o godz. 10.00, gdzie walczył pluton ckm w forcie nr III. Wstrzymanie walki Niemcy wykorzystali, wbrew umowie kapitulacyjnej zaczęli zajmować obiekty i linie obronne. W Zakroczymiu hitlerowcy z pułku piechoty zmotoryzowanej SS-Deutschland dopuścili się zbrodni wojennej na jeńcach rozstrzeliwując 66 jeńców żołnierzy VI i VII batalionów 32 pp. Oraz innych zbrodni na żołnierzach 4 pułku piechoty Legionów. Od godz. 10.00 rozpoczęto składanie broni. Po przewiezieniu żołnierzy do obozów w Mławie, Działdowie i Iłowie, zwolniono większość żołnierzy do domów w połowie października. Natomiast oficerów po zwolnieniu, w dużej części aresztowano pod koniec października i w pierwszej dekadzie listopada i odstawiono ich do obozów jenieckich.

## Obsada personalna OZ 8 DP i zmobilizowanych batalionów
- Dowódca Ośrodka Zapasowego 8 DP - ppłk Konrad Szramka  (do 9 IX 1939), Dowódca pozostałości OZ 8 DP od 8 IX 1939 – mjr Włodzimierz Chrzanowski

- I Zastępca dowódcy OZ 8 DP - ppłk Marian Markiewicz (do 2 IX 1939)
- II Zastępca dowódcy OZ 8 DP - ppłk Ignacy Gayda

Od 2 IX 1939
Oddziały bojowe sformowane w OZ 8 DP do dnia 2 IX 1939
Odcinek „Zakroczym” dowódca - ppłk Marian Markiewicz
- dowódca VI batalionu 32 pp - por. rez. Marian Mańkowski (do +11 IX 1939), por. rez. Stanisław Klimaszewski (do 12 IX 1939), kpt. Karol Charkow  
  - adiutant batalionu - ppor. rez. Stanisław Zalewski
  - dowódca 16 kompanii strzeleckiej - ppor. Lucjan Stefan Mazowiecki (do 11 IX 1939), ppor. rez. Krasicki
  - dowódca 17 kompanii strzeleckiej -
  - dowódca 18 kompanii strzeleckiej -
  - dowódca 6 kompanii ckm -
- dowódca VII batalionu 32 pp - por. rez. Julian Lesiński, por. Lisiecki
  - dowódca 19 kompanii strzeleckiej - por. rez. Ludwik Borkowski
  - dowódca 20 kompanii strzeleckiej -
  - dowódca 21 kompanii strzeleckiej -
  - dowódca 7 kompanii ckm - por. Olszewski
    - dowódca plutonu - ppor. rez. Józef Kruszyński

Odcinek „Twierdza”
- dowódca V batalionu 32 pp - kpt. Antoni Małecki
  - dowódca 13 kompanii strzeleckiej -
    - dowódca plutonu - ppor. rez. Zalewski

  - dowódca 14 kompanii strzeleckiej - ppor. rez. Wiktor Boguchwał Korniszewski
    - dowódca I plutonu - ppor. rez. Cedro
    - dowódca II plutonu - ppor. rez. Stanisław Wyrzykowski

  - dowódca 15 kompanii strzeleckiej -  por. rez. Nowicki
    - dowódca I plutonu - NN
    - dowódca II plutonu - ppor. rez. Nowicki
    - dowódca III plutonu - ppor. rez. Stefan Kurzypiński

  - dowódca 5 kompanii ckm - por. Gapiński
    - dowódca plutonu moździerzy i ckm  - ppor. rez. Kazimierz Sosnowski
    - dowódca plutonu ckm - ppor. rez. Gęsty
    - dowódca plutonu ckm -  ppor. rez. Zwyrzykowski

Odcinek „Pomiechówek” dowódca ppłk Ignacy Gayda
- dowódca IV batalionu 32 pp - kpt. Jan Grizani
  - dowódca 10 kompanii strzeleckiej - por. rez. Stanisław Nawrocki
    - dowódca plutonu - ppor. rez. Franciszek Galantor

  - dowódca 11 kompanii strzeleckiej
  - dowódca 12 kompanii strzeleckiej
  - dowódca 4 kompanii ckm - NN[13]